# Comté de Stephens (Oklahoma)
Pour les articles homonymes, voir Comté de Stephens.
Le comté de Stephens est un comté situé dans l'État de l'Oklahoma, aux États-Unis. Le siège du comté est Duncan. Selon le recensement de 2000, sa population est de 43 182 habitants.

## Comtés adjacents
- Comté de Grady (nord)
- Comté de Garvin (nord-est)
- Comté de Carter (sud-est)
- Comté de Jefferson (sud)
- Comté de Cotton (sud-ouest)
- Comté de Comanche (nord-ouest)

## Principales villes
- Bray
- Central High
- Comanche
- Duncan
- Empire City
- Loco
- Marlow
- Meridian
- Velma